# Notre-Dame (Villefranche-de-Rouergue)

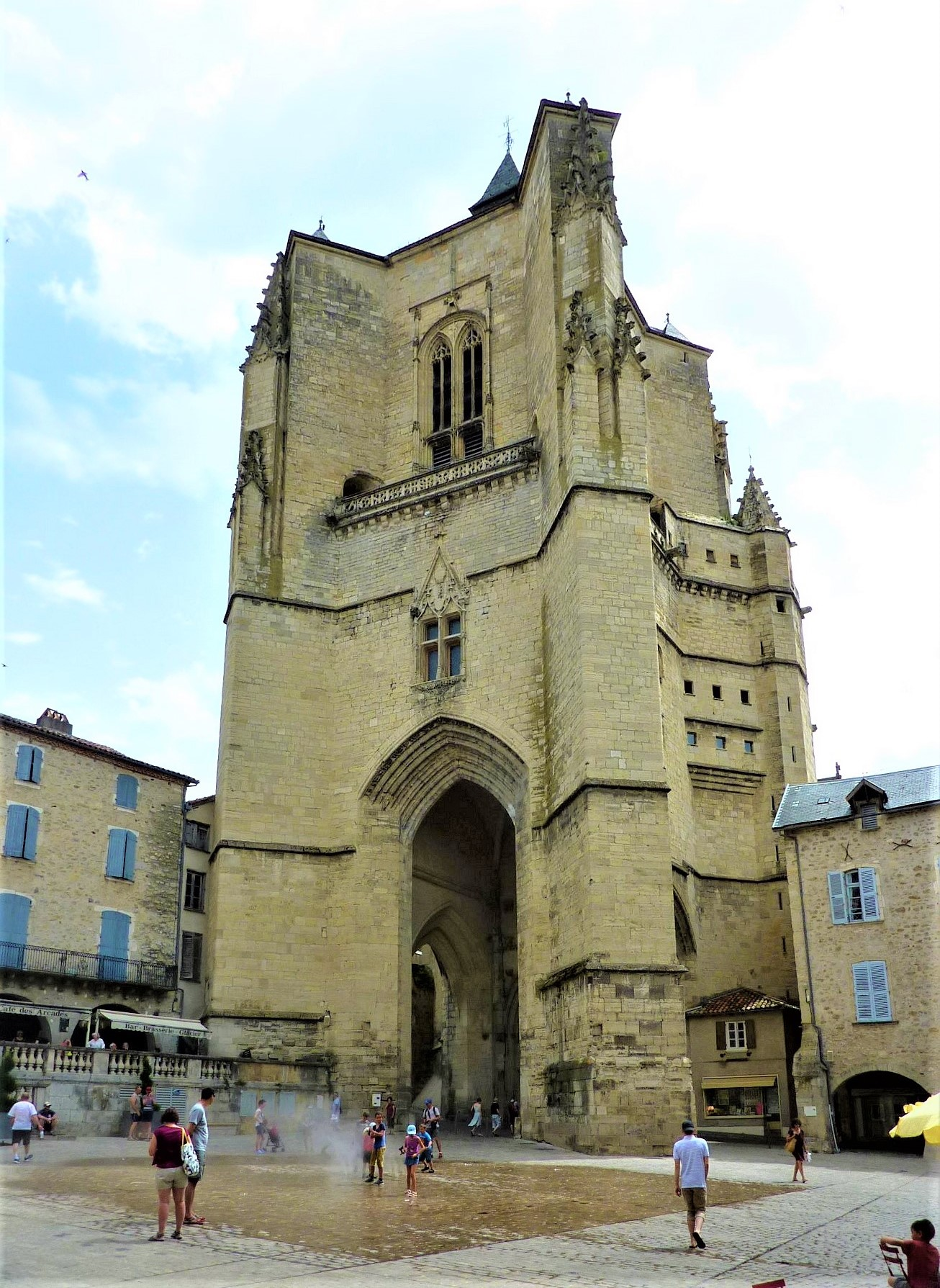
Die Kirche Notre-Dame, Blick zum Stelzenturm

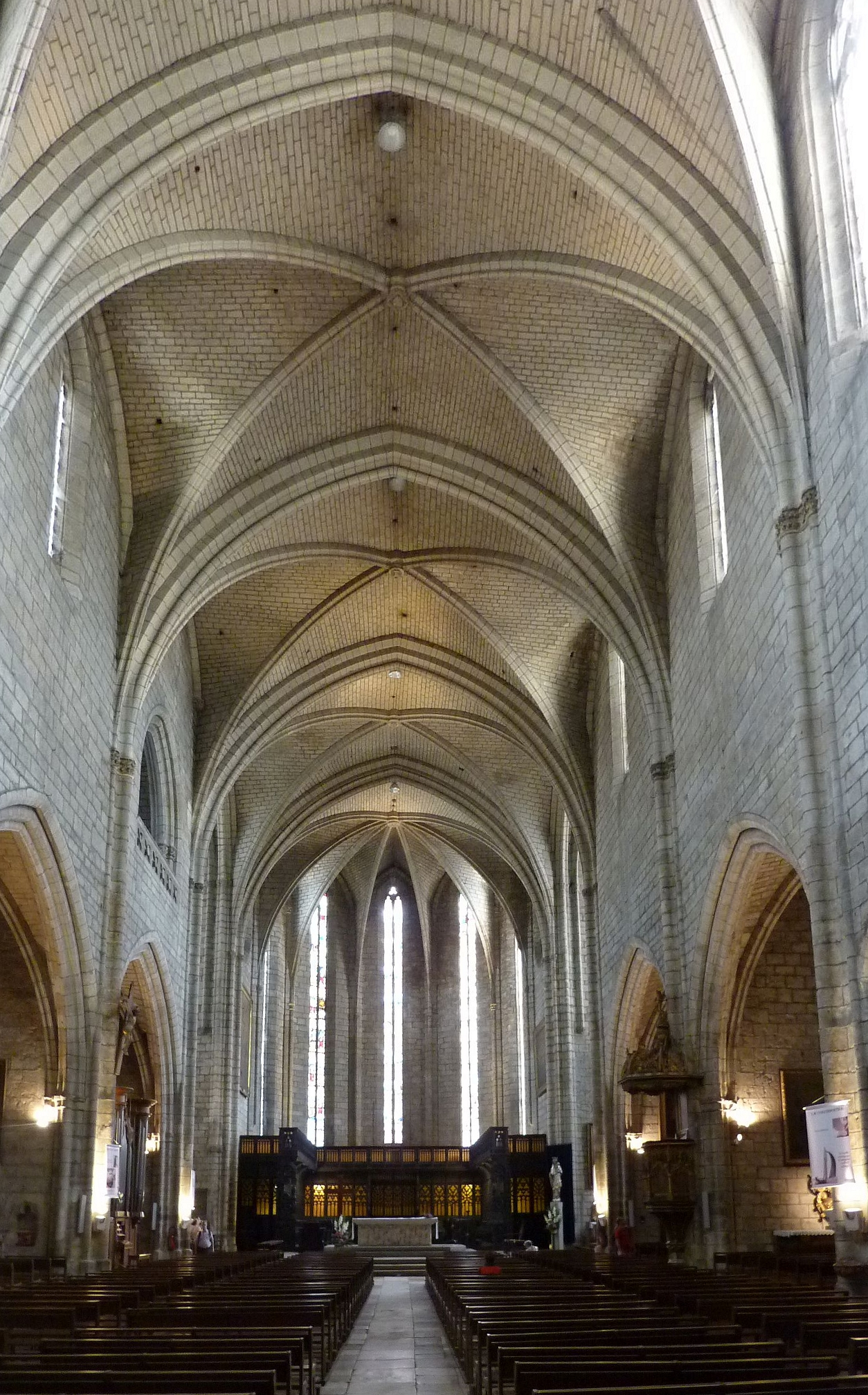
Blick durch das Langhaus Richtung Chor

Die Kirche Notre-Dame ist eine ehemalige Kollegiatstiftskirche und heutige römisch-katholische Pfarrkirche in Villefranche-de-Rouergue im Département Aveyron in Frankreich. Die Kirche wurde 1892 als Monument historique klassifiziert. Sie ist mit ihrem monumentalen Stelzenturm Wahrzeichen der Stadt an der zentralen Place Notre-Dame.

## Geschichte
Im Jahr 1252 wurde Villefranche-de-Rouergue durch Alphonse de Poitiers als Bastide gegründet. 1260 wurde der Grundstein der Kirche Notre-Dame gelegt. Der Bau des Gotteshauses begann mit der Apsis im Osten und erstreckte sich über drei Jahrhunderte. 1300 erhob der Bischof von Rodez, Pierre de Pleinecassagne, die Kirche zur Pfarrkirche, nachdem zunächst die Kirche St-Carpil (jetzt St-Jean-d’Aigremont) außerhalb des Ortes als Pfarrkirche gedient hatte. Notre-Dame entstand im Langhaus- sowie im Chorbereich im Stil der südfranzösischen Gotik (Gothique méridional), die sich als Antwort auf die Katharerkriege durch eine reduzierte Formensprache, schmale und hohe Fenster in der Art von Lanzettfenstern sowie durch ein einschiffiges Langhaus auszeichnet, das lediglich an den beiden Seiten eine Reihe von Seitenkapellen besitzt.
1327 wurde der fünfseitig geschlossene Chorraum fertiggestellt und im Lauf des 14. Jahrhunderts das Langhaus errichtet. Der Bau wurde zuerst durch die große Pest von 1348 und später durch den Bau der Stadtmauern gebremst, der alle Materialien verbrauchte. Die Arbeiten an der Kirche wurden 1421 wieder aufgenommen, das Dach 1444 fertiggestellt und die Gewölbe um 1450. 1447 wurde an der Kirche durch eine Bulle des Papstes Nikolaus V. ein Kollegiatstift eingerichtet. Der Bau des unvollendet gebliebenen Westturms begann in der zweiten Hälfte des 15. Jahrhunderts im Stil der Flamboyantgotik. Das Chorgestühl fertigte zwischen 1473 und 1487 André Sulpice de Marvejols an. Die Schlussweihe der Kirche erfolgte erst 1519. 1561 wurde die Stiftskirche von den Hugenotten geplündert. In der zweiten Hälfte des 18. Jahrhunderts wurde die nördlich des Chores gelegene Sakristei umgebaut und erweitert. Zwischen 1896 und 1898 erfolgten umfangreichen Restaurierungsarbeiten an der Stiftskirche.

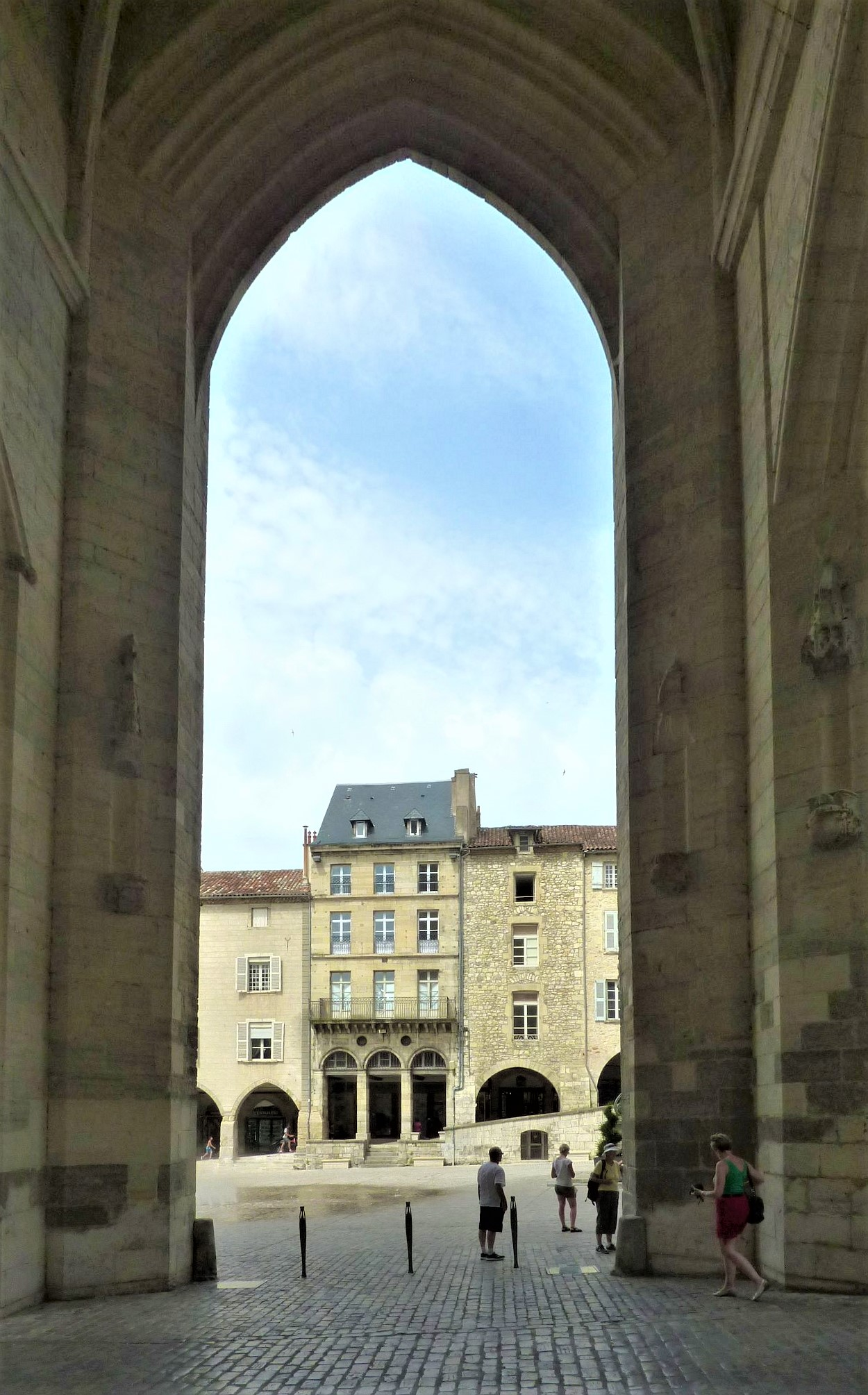
Blick durch den Stelzenturm auf die Place Notre-Dame
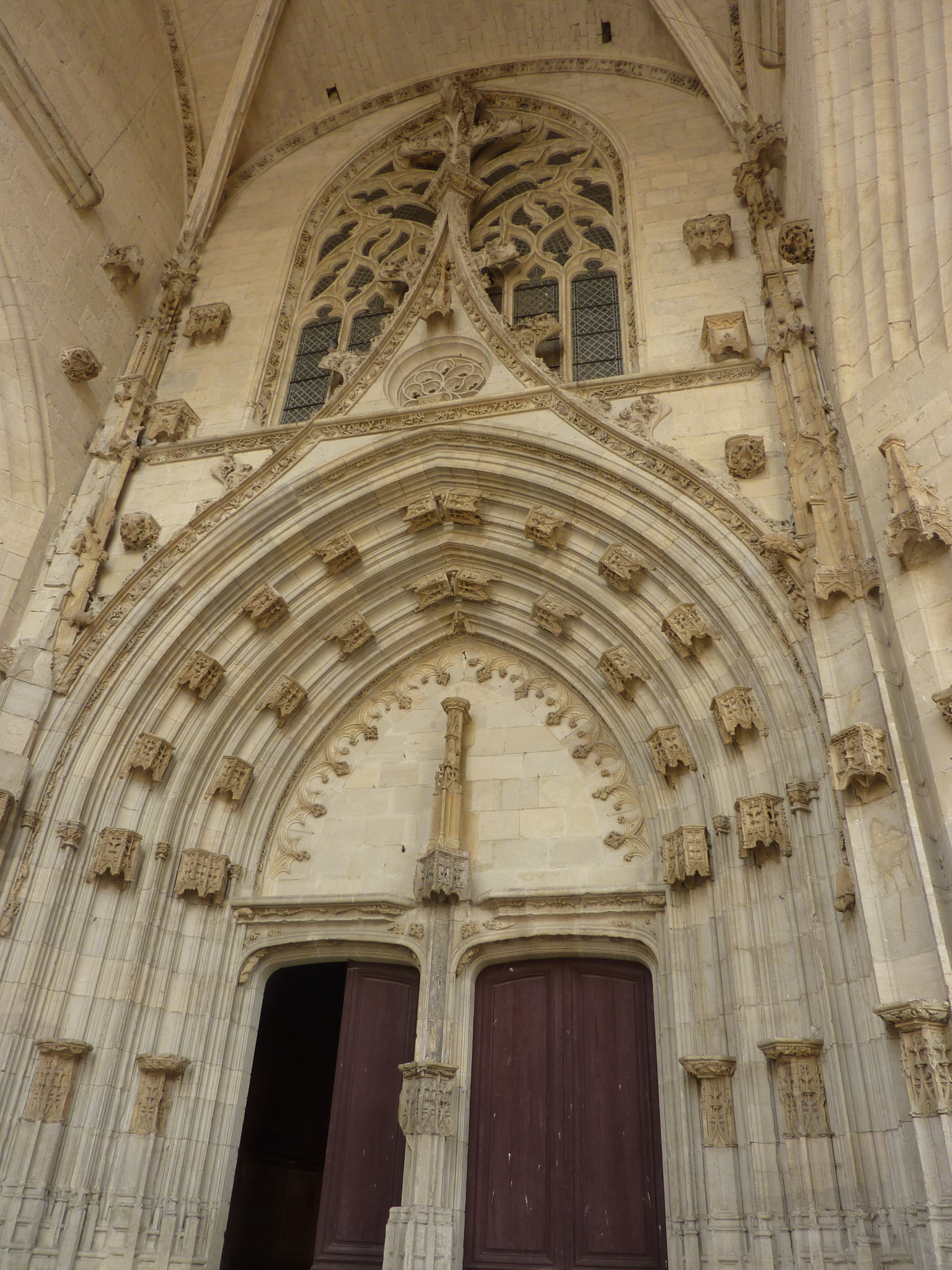
Hauptportal
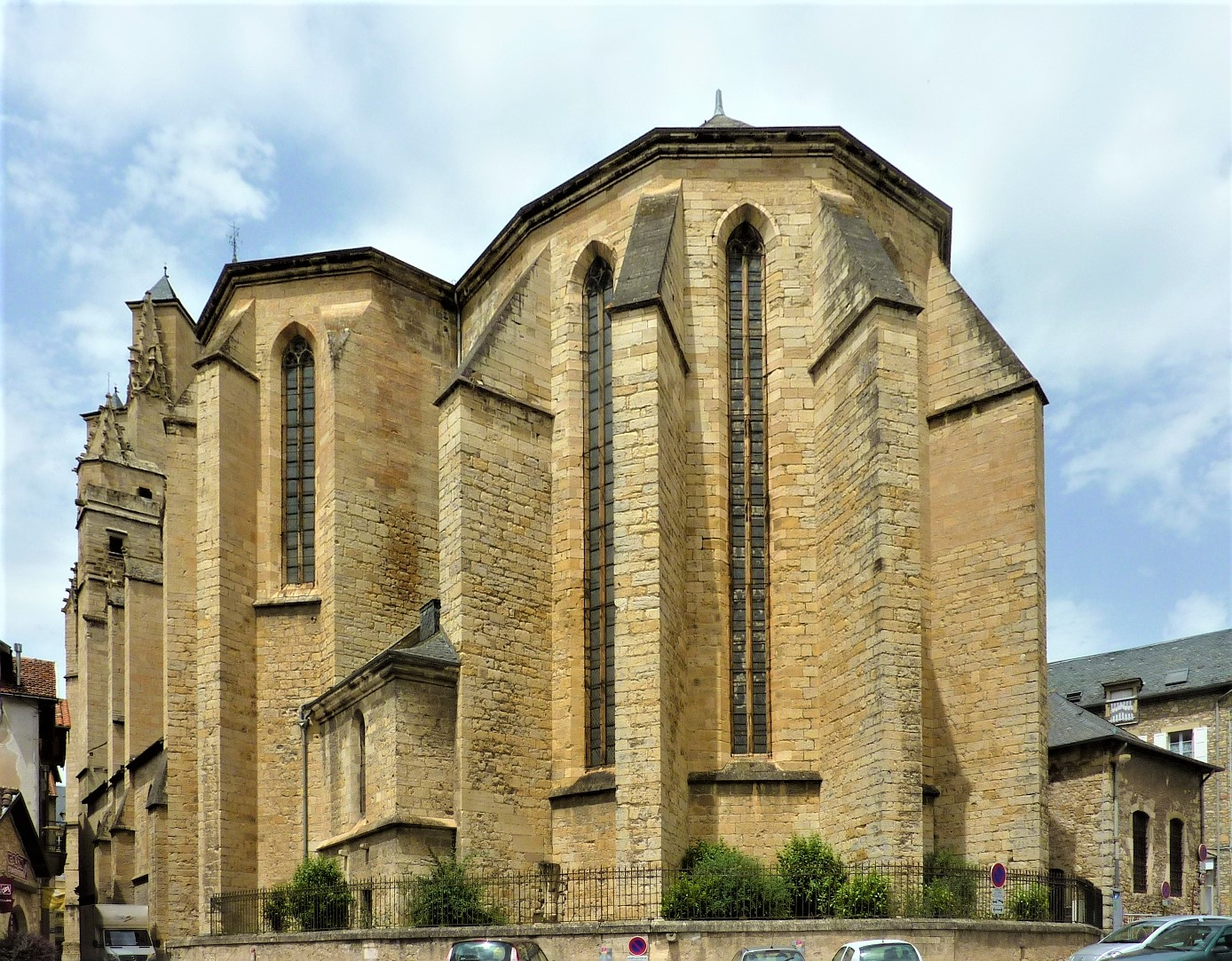
Blick zu Querhaus und Chor

## Orgeln

### Hauptorgel

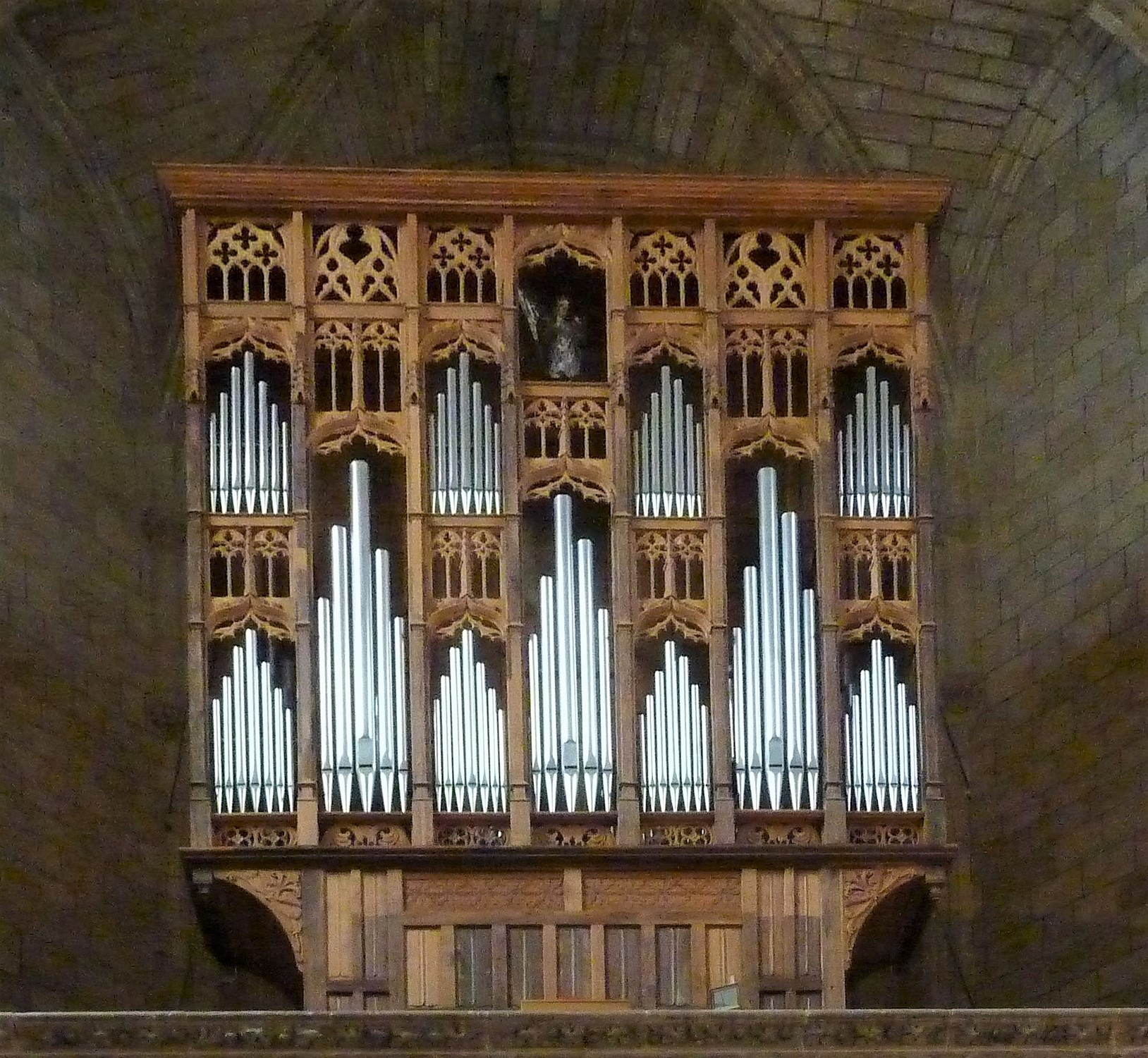
Die Hauptorgel auf der Westempore

Die Orgelgeschichte von Notre-Dame reicht weit zurück. Für die St-Michel-Kapelle, wo sich heute die Chororgel befindet, ist 1426 eine Orgel nachweisbar. Castel de Muret ersetzte sie 1506–1508 durch ein einmanualiges Werk mit acht Registern, das er auf einer Empore in der Kapelle St-Luce aufstellte. Von dieser Orgel ist der gotische Prospekt erhalten. Im Laufe der Jahrhunderte folgten mehrere Umbauten und Erweiterungen, so 1537 (I/12) und 1626 durch Claude Guillemin (I/P/12), der ein Pedal ergänzte. Sein Umbau kam einem Neubau unter Einbeziehung älterer Teile gleich. 1675 ersetzte Antoine Boat drei Register. 1720 fügte Louis Ducatel ein Echo-Register hinzu. 1755 folgte eine Reparatur durch einen unbekannten Orgelbauer. 1809 setzte Pujol de Montauban die Orgel auf die Westempore um und veränderte das Gehäuse, um die Sicht auf die Fenster zu ermöglichen. Théodore Puget & fils setzten das Werk 1848 instand und erweiterten es 1851 im vorromantischen Stil auf II/P/20. Diese Hauptorgel wurde 1976 als Monument historique klassifiziert. Ein 1983 gegründeter Verein begleitete die Restaurierung. Pläne zwei Orgeln zu rekonstruieren – eine gotische mit den ältesten erhaltenen Teilen und eine romantische Orgeln mit den Registern von Puget – wurden zugunsten eines „gotisch-klassischen“ Instruments verworfen. 1998–1999 restaurierte Pascal Quoirin das Instrument und führte es auf den Zustand von 1626 zurück. Hinter dem gotischen Prospekt sind 18 Register auf zwei Manuale und Pedal verteilt. Die ältesten Register gehen auf die Jahre 1537, 1626 und 1675 zurück. Die Disposition lautet wie folgt:
| I Manual CD–c3 |       |
| Montre         | 8′    |
| Prestant       | 4′    |
| 12ème          | 2 ⁄3′ |
| 15ème          | 2′    |
| Fourniture III |       |
| Cymbale IV     |       |
| Cromorne       | 8′    |

| II Récit CD–c3   |        |
| Bourdon          | 8′     |
| Flûte à Cheminée | 4′     |
| Nazard           | 2 ⁄3′  |
| Quarte           | 2′     |
| Tierce           | 1 3⁄5′ |
| Flageolet        | 1′     |
| Cornet D         |        |
| Trompette        | 8′     |

| Pedal CD–d1 |     |
| Bourdon     | 16′ |
| Flûte       | 8′  |
| Trompette   | 8′  |

- Koppeln: II/I (Schiebekoppel), I/P, II/P
- Tremulant

### Chororgel
Als 1988 die Hauptorgel nicht mehr spielbar war, beantragte die Pfarrei der Stiftskirche bei der Gemeinde Villefranche die Überlassung der Orgel der Augustinerkirche, die nicht mehr als Pfarrkirche diente. Die Orgel wurde in den 1850er Jahren von Stoltz & Schaff gebaut und seitdem kaum verändert. Das Projekt der Umsetzung des Instruments wurde dem Orgelbauer Jean Boissonade übertragen und die Orgel in der St-Michel-Kapelle der Stiftskirche aufgestellt. Sie verfügt über 16 Register auf zwei Manualen und ein angehängtes Pedal. Die Disposition lautet wie folgt:
| I Grand Orgue C–f3 |     |
| Bourdon            | 16′ |
| Montre             | 8′  |
| Salicional         | 8′  |
| Bourdon            | 8′  |
| Viole de Gambe     | 8′  |
| Prestant           | 4′  |
| Doublette          | 2′  |
| Trompette          | 8′  |
| Clairon            | 4′  |

| II Récit Expressif C–f3 |    |
| Flûte Harmonique        | 8′ |
| Bourdon                 | 8′ |
| Viole de Gambe          | 8′ |
| Voix Céleste            | 8′ |
| Flûte Octaviante        | 4′ |
| Hautbois                | 8′ |
| Voix Humaine            | 8′ |
| Trémolo                 |    |

| Pédale C–f0 |
| angehängt   |

- Koppeln: I/P, II/P
- Spielhilfe: Appel Trompette & Clairon